# Франсіско де Паула де Бурбон-і-де-ла-Торре
Франсіско де Паула де Бурбон-і-де-ла-Торре (ісп. Francisco de Paula de Borbón y La Torre; 16 січня 1882, Мадрид — 6 грудня 1953, Мадрид) — іспанський аристократ і військовий діяч, генерал-капітан і депутат іспанського парламенту.

## Біографія
Народився в Мадриді 16 січня 1882 року. Старший син Франсіско де Паула де Бурбона-і-Кастельві (1853—1942) і Марії Луїзи де-ла-Торре (1856—1887). Онук інфанта Енріке де Бурбона, 1-го герцога Севільського (1823—1870). Троюрідний брат короля Іспанії Альфонсо XIII.
Після проголошення Другої Іспанської республіки в 1931 році Франсіско де Паула де Бурбон залишився в Іспанії. 10 серпня 1932 ру він брав участь в невдалому військовому перевороті під керівництвом генерала Хосе Санхурхо. Після невдачі заколоту він змушений був залишити країну.
Після перевороту в липні 1936 року Франсіско де Паула де Бурбон-і-де-ла-Торре повернувся до Іспанії і вступив до лав франкістської армії, взявши участь у Громадянській війні в Іспанії в званні піхотного полковника, як командувач сьомого піхотного полку «Павія». У 14 травня 1938 року він був підвищений до чину бригадного генерала. До кінця громадянської війни Франсіско де Паула де Бурбон був командувачем армійського корпусу Кордови в області Пеньярроя — Пособланко на півночі провінції Кордова. У серпні 1939 року він був призначений командиром 11-ї дивізії. Через деякий час він був призначений генерал-капітаном сьомого військового округу в Вальядоліді. В 1943 році він дістав догану й був виключений з військової служби за звинуваченням у розкраданні продовольства для армії. У лютому 1946 року Франсіско де Паула де Бурбон отримав чин генерал-лейтенанта.
В 1935 році Франсіско де Бурбон-і-де-ла-Торре, отримавши дозвіл свого кузена, короля Альфонсо XIII, стає великим магістром Ордену Святого Лазаря. Обрання відбулося у Парижі.

## Родина
21 серпня 1907 Франсіско де Бурбон-і-де-ла-Торре одружився зі своєю двоюрідною сестрою Енрікетою де Бурбон-і-Параді (28 червня 1888 — 5 листопада 1968), 4-ю герцогинею Севільською (1919—1967), молодшою дочкою Енріке де Бурбон-і-Кастельві, 2-го герцога Севільського (1848—1894). У шлюбі у них народилося троє дітей:
- Ізабелла де Бурбон (7 лютого 1908 — 13 грудень 1974), з 1935 року у шлюбі з Рінальдо Баруччі (1900—1956)
- Енріке де Бурбон (19 квітня 1909 — 31 серпень 1915)
- Франсіско де Бурбон-і-Бурбон (16 листопада 1912 — 18 листопада 1995), перша дружина з 1942 року Енрікета Ескасані-і-Мігель (1925—1962), друга дружина з 1967 року Марія Гарсія де Лопес-і-Сальвадор (р.н. 1928).

## Орден Святого Лазаря
Франсіско де Паула де Бурбон-і-де-ла-Торре в 1930 році був призначений генерал-лейтенантом Ордену Святого Лазаря. 12 грудня 1935 року король Іспанії у вигнанні Альфонсо XIII призначив свого кузена Франсіско де Бурбона-і-де-ла-Торре великим магістром Ордену Святого Лазаря. Це була суто символічна посада, оскільки ще в 1933 році іспанські республіканці, які прийшли до влади, скасували всі колишні королівські укази і організації. Орден Святого Лазаря в Іспанії був офіційно визнаний іспанським республіканським урядом 9 травня 1940 року.

## Нагороди
- : Кавалер Великого Хреста Ордена Святого Херменеґільда (30 липня 1940)
- : Кавалер Великого Хреста Орден військових заслуг (29 вересня 1943)